# Río Chícamo
Río Chícamo este o arie protejată (sit de importanță comunitară — SCI) din Spania întinsă pe o suprafață de 551,71 ha, integral pe uscat.

## Localizare
Centrul sitului Río Chícamo este situat la coordonatele 38°10′41″N 1°02′27″W / 38.1781°N 1.0408°V.

## Înființare
Situl Río Chícamo a fost declarat sit de importanță comunitară în aprilie 1999 pentru a proteja 44 de specii de animale.

## Biodiversitate
Situată în ecoregiunea mediteraneană, aria protejată conține 14 habitate naturale: Stepe sărăturate mediteraneene (Limonietalia), Pseudostepă cu ierburi și specii anuale de Thero-Brachypodietea, Galerii și tufărișuri riverane sudice (Nerio-Tamaricetea și Securinegion tinctoriae), Tufărișuri termo-mediteraneene și de pre-deșert, Tufărișuri halofile mediteraneene și termo-atlantice (Sarcocornetea fruticosi), Matorral arborescenți cu Juniperus spp., Râuri mediteraneene cu debit permanent și vegetație de Glaucium flavum, Râuri mediteraneene cu debit permanent cu specii de Paspalo-Agrostidion și galerii riverane de Salix și de Populus alba, Vegetație gipsofilă iberică (Gypsophiletalia), Pante stâncoase calcaroase cu vegetație casmofită, Râuri mediteraneene cu debit intermitent, cu specii de Paspalo-Agrostidion, Tufărișuri halo-nitrofile (Pegano-Salsoletea), Pajiști umede mediteraneene cu ierburi înalte de Molinio-Holoschoenion, Pășuni mediteraneene udate de apa mării (Juncetalia maritimi).
La baza desemnării sitului se află mai multe specii protejate:
- păsări (38): lăcar mare (Acrocephalus arundinaceus), fluierar de munte (Actitis hypoleucos), fâsă-de-câmp (Anthus campestris), acvilă de munte (Aquila chrysaetos), stârc cenușiu (Ardea cinerea), buha (Bubo bubo), Bucanetes githagineus, pasărea ogorului (Burhinus oedicnemus), șorecarul comun (Buteo buteo), ciocârlie-cu-degete-scurte (Calandrella brachydactyla), Caprimulgus ruficollis,  prundaș gulerat mic (Charadrius dubius), erete cenușiu (Circus pygargus), porumbel de scorbură (Columba oenas), dumbrăveancă (Coracias garrulus), șoim călător (Falco peregrinus), vânturel roșu (Falco tinnunculus), ciocârlan (Galerida cristata), Galerida theklae, piciorong (Himantopus himantopus), capîntortură (Jynx torquilla), ciocârlie de bărăgan (Melanocorypha calandra), prigoare (Merops apiaster), codobatura galbenă (Motacilla flava), muscar sur (Muscicapa striata), pietrar mediteranean (Oenanthe hispanica), Oenanthe leucura, ciuf-pitic (Otus scops), codroșul de pădure (Phoenicurus phoenicurus), Pyrrhocorax pyrrhocorax, pițigoi-pungar (Remiz pendulinus), mărăcinar negru (Saxicola torquatus), turturică (Streptopelia turtur), silvie roșcată (Sylvia cantillans), Sylvia conspicillata, silvie de tufiș (Sylvia undata), fluierarul de zăvoi (Tringa ochropus), pupăză (Upupa epops)
- mamifere (4): liliac cu aripi lungi (Miniopterus schreibersii), liliac cu urechi de șoarece (Myotis blythii), liliac cu picioare lungi (Myotis capaccinii), liliac comun (Myotis myotis)
- nevertebrate (1): Coenagrion mercuriale
- pești (1): Aphanius iberus

Pe lângă speciile protejate, pe teritoriul sitului au mai fost identificate 29 de specii de plante, 28 de specii de păsări, 3 specii de amfibieni, 7 specii de mamifere, 1 specie de pești, 11 specii de reptile.